# Krisztián Lisztes (Fußballspieler, 1976)
Krisztián Lisztes [ˈkristiaːn ˈlistɛʃ] (* 2. Juli 1976 in Budapest) ist ein ehemaliger ungarischer Fußballspieler. Der 49-malige Nationalspieler spielte in Deutschland für den VfB Stuttgart, Werder Bremen, Borussia Mönchengladbach sowie Hansa Rostock und absolvierte über 200 Bundesligaspiele.

## Karriere

### Vereine
Der Mittelfeldspieler galt in Ungarn als großes Talent, spielte für Ferencváros Budapest und wechselte in der Saison 1996/97 zum deutschen Bundesligisten VfB Stuttgart. Der VfB wurde bereits beim Daimler-Benz Junior Cup 1994 auf Lisztes, der dort zum besten Spieler des Turniers gewählt wurde, aufmerksam. Nach vielversprechendem Beginn konnte er sich dort jedoch nicht durchsetzen und wechselte zur Saison 2001/02 zu Werder Bremen. Dort hatte er als Stammspieler in der Saison 2003/04, in der Werder Deutscher Meister und Pokalsieger wurde, seine beste Zeit, erlitt jedoch noch vor Saisonende einen Kreuzbandriss und kam dadurch bei Bremen nicht mehr in Form. Zur Saison 2005/06 ging er zu Borussia Mönchengladbach, wo er sich jedoch nicht durchsetzen konnte.
Zur Saison 2007/08 wechselte Lisztes nach einem Jahr ohne Verein zu Hajduk Split. Im August 2007 wurde der Vertrag wieder aufgelöst, woraufhin Lisztes im Februar 2008 einen neuen Vertrag bei Ferencvárosi unterschrieb. Seit Sommer 2008 spielte er für den ungarischen Erstligisten Rákospalotai EAC, von dem aus er im Januar 2009 zum deutschen Zweitligisten Hansa Rostock wechselte. Nach 13 Einsätzen während der Spielzeit 2008/09 schlug Lisztes ein Angebot zur Vertragsverlängerung in Rostock jedoch aus und wechselte zum ungarischen Erstligisten Paksi SE, ein Jahr später zu Vasas Budapest.
Zur Saison 2011/12 wechselte Lisztes wieder zu seinem Jugendclub Ferencváros Budapest. Zur Saison 2013/14 wechselte er schließlich in die dritte ungarische Liga zu Soroksár SC.

### Erfolge
Zu den größten Erfolgen des ungarischen Nationalspielers zählt neben der Deutschen Meisterschaft 2004 mit Werder Bremen sowie dem Gewinn des DFB-Pokals mit Werder 2004 der Pokalsieg mit dem VfB Stuttgart 1997. Mit dem VfB Stuttgart erreicht er auch 1998 das Finale des Europapokals der Pokalsieger, das jedoch mit 0:1 gegen den FC Chelsea verloren wurde.
Außerdem wurde er mit Ferencváros Budapest 1995 und 1996 ungarischer Meister, sowie 1994 und 1995 ungarischer Pokalsieger. Lisztes bekam 2002 den ungarischen Goldenen Ball.

### Privates
Er ist verheiratet und Vater einer Tochter und eines gleichnamigen Sohnes, der ebenfalls Profifußballspieler ist.

## Ehrungen
- Goldener Ball (Ungarn): 2002